# Racek jižní
Racek jižní (Larus dominicanus) je velkým druhem racka, který je široce rozšířen v pobřežních oblastech jižní polokoule, zejména v jižní Africe, jižní Americe, Austrálii, na Novém Zélandu a na antarktických a subantarktických ostrovech. Jedná se o sociální druh s velmi širokým záběrem jídelníčku; živí se nejrůznějšími mořskými tvory od ryb přes měkkýše po ostnokožce, požírá i mršiny, menší savce nebo zbytky lidských jídel.

## Systematika
Druh formálně popsal německý zoolog Martin Lichtenstein v roce 1823. Řadí se do početného rodu Larus. U racka jižního se rozeznává hned 5 poddruhů s tímto rozšířením:
- L. d. vetula Bruch, 1855 – západní a jižní Afrika;
- L. d. melisandae Jiguet, 2002 – jižní Madagaskar;
- L. d. judithae Jiguet, 2002 – subantarktické ostrovy Indického oceánu;
- L. d. dominicanus Lichtenstein, MHC, 1823 – Střední Amerika, Falklandy, Jižní Georgie, Austrálie a Nový Zéland;
- L. d. austrinus Fleming, JH, 1924 – pobřeží Antarktidy a okolní ostrovy.

Druhové jméno dominicanus odkazuje na řád Dominikánů, kteří se oblékají do šatu černých a bílých barev, stejně jako racek jižní. V maoršitě je druh znám jako karoro.

## Výskyt
Racek jižní hnízdí na celé jižní polokouli – Nový Zéland, Jižní Amerika, jižní Afrika, Madagaskar, Antarktida (Antarktický poloostrov a přilehlé ostrovy). V roce 1958 se rozšířil do Austrálie, kde je nyní početný. Po vyhnízdění se rozptyluje k severu, přičemž zaletuje až na severní polokouli. V posledních letech se tímto směrem výrazně rozšířil, od roku 1989 hnízdí malá kolonie ve Spojených státech (Louisiana), v letech 1997–1999 hnízdil ve smíšeném páru s rackem středomořským v Mauretánii.

## Popis

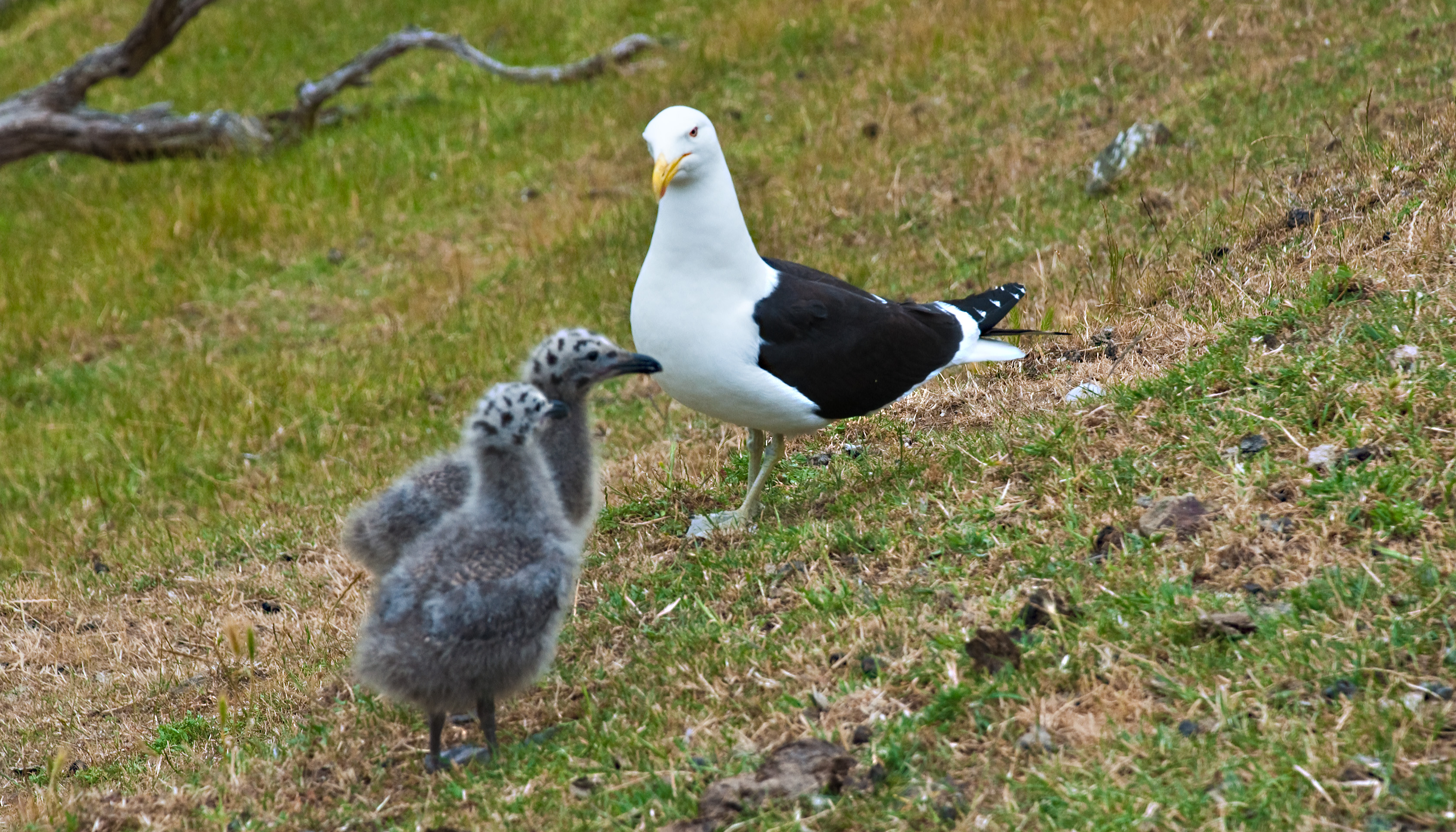
Dospělec se dvěma mláďaty (Nový Zéland)

Tento statný druh racka dosahuje délky těla asi 60 cm. Samice váží kolem 850 g, samec kolem 1050 g. Racek jižní prochází od narození po dospělost poměrně komplexní proměnou opeření. Dospělí ptáci mají bílou hlavu, tělo a ocas, černošedý hřbet a křídla s bílou skvrnou nedaleko špičky krajní letky a s bílou linkou podél odtokové hrany křídel. Při složení křídla to spíše vypadá, jako by křídlo bylo černobíle pruhováno. Zobák dospělce je žlutý s červenou skvrnou u špičky, nohy zelenavě žluté, duhovky bledě žluté. Letní šat se od zimního liší čistě bílou hlavou (v zimě má někdy jemné černé proužkování) a sytě žlutým zobákem (v zimě je bledší).

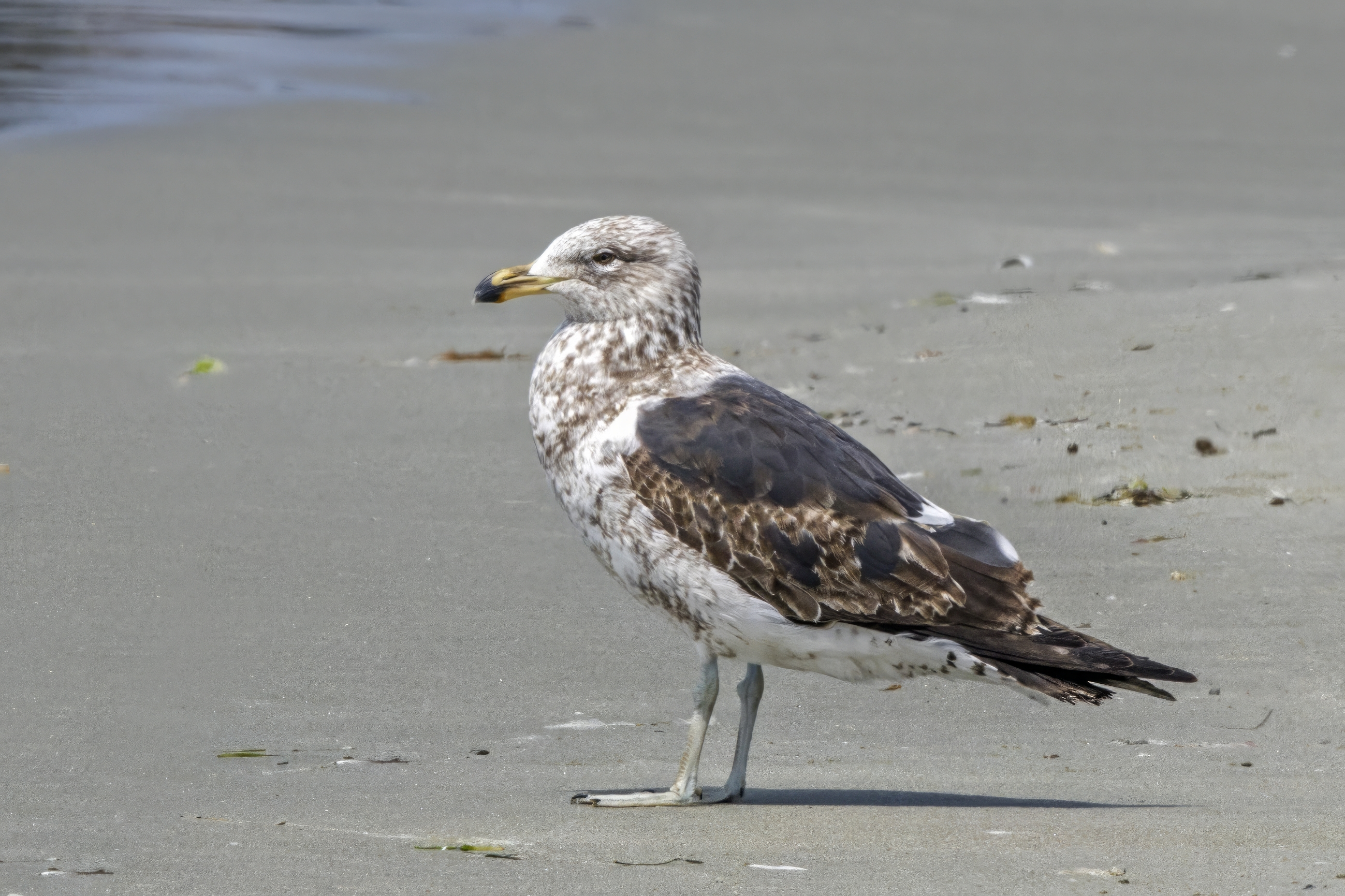
Nedospělý jedinec (Tasmánie)

Mladí racci jižní v 1. roce života jsou hnědí s bílými okraji peří, což vypadá, jako by opeření bylo hnědobíle strakaté. Zobák a duhovky jsou hnědé, nohy narůžověle hnědé. Ve 2. roce se hlava, krk spodina barví do bíla, stále však s hnědým flekováním. Zobák a nohy jsou bledě žluté či bledě zelené. Ve 3. roce života jsou hlava a spodina bílé, již bez hnědého flekování, na krku se však hnědá stále objevuje. 4. rokem racek nabírá vzezření dospělce.

## Biologie
Jedná se o společenského ptáka, který se krmí i hřaduje v hejnech a hnízdí v koloniích. V době hnízdění je silně teritoriální a na veškeré vetřelce poblíž hnízda agresivně útočí. Může agresivně nalétávat i na člověka, avšak na rozdíl od některých druhů chaluh nebo rybáků nedochází k fyzickému kontaktu. V době hnízdění se mladší, nehnízdící jedinci shlukují do skupin poblíž hnízdní kolonie. K hlasovým projevům racka patří dlouhé u u ía a a a a a nebo kalú kalú kalú kló kló kló kló kló.

### Potrava

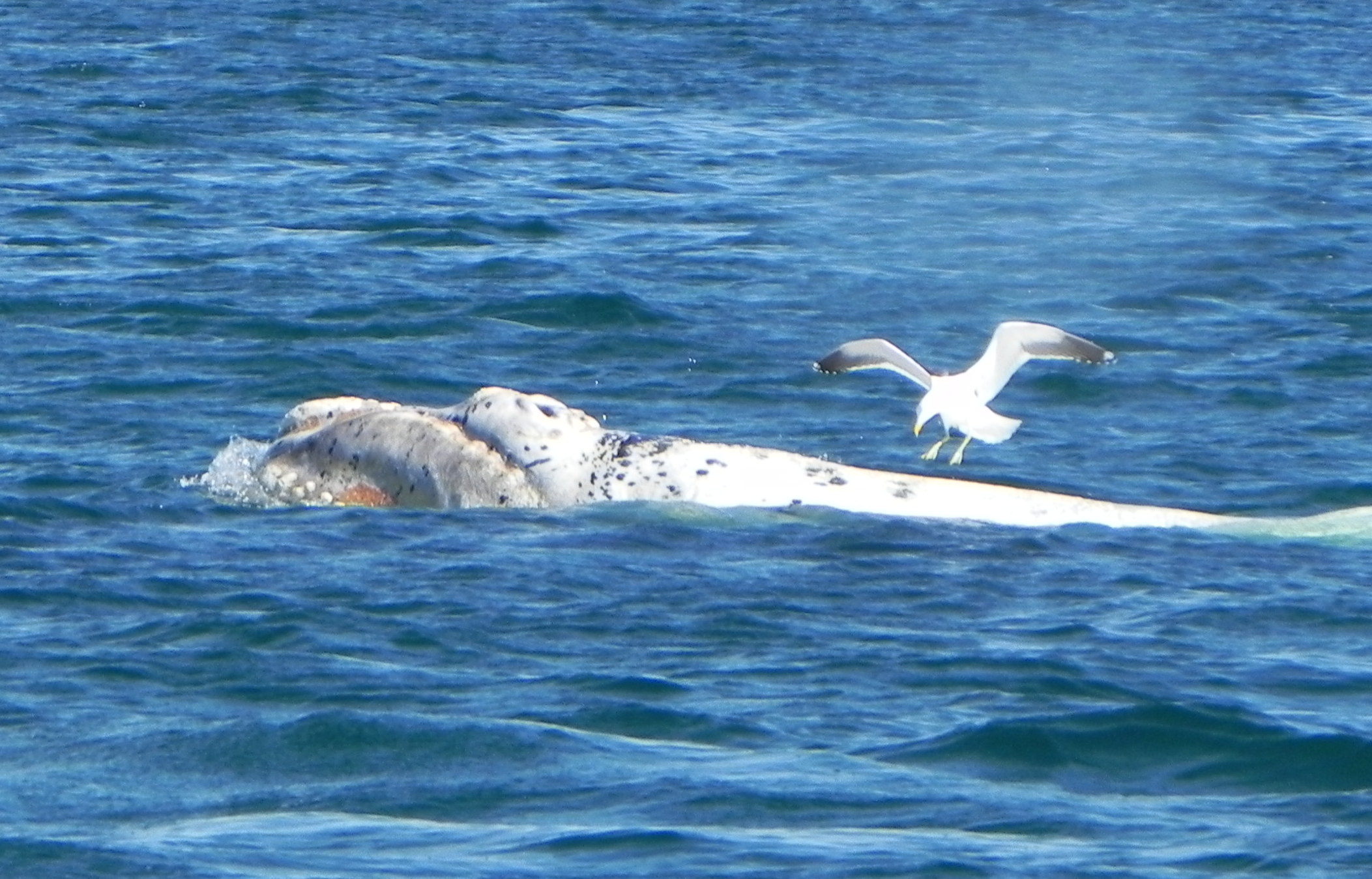
Racek jižní při útoky na velrybu jižní (Argentina)

Jídelníček racka jižního se vyznačuje širokou různorodostí potravy. Pojídá měkkýše, ryby, ostnokožce, červy, členovce, plazy, obojživelníky, krill, jiné ptáky a jejich vejce i menší savce nebo termity. S oblibou též pojídá lidské produkty, vedle zbytků ryb a jiných živočichů vyhozených z rybářských lodí se jedná i o nejrůznější zbytky potravy ze skládek odpadu. Nepohrdne ani mršinami a příležitostně může krást jídlo jiným druhým ptákům nebo jiným rackům jižním.
Od 70. let 20. století dochází u argentinského poloostrova Valdés ke stále častějším útokům racků jižních na velryby jižní. Tito velcí kytovci se potřebují poměrně často nadechovat a jakmile se objeví na hladině, racci jižní na ně dosednou a začnou jim ze hřbetů a hlavy vyklovávat podkožní tuk a kůži. Zdá se, že takové chování má dokonce na svědomí smrt stovek mláďata velryb jižních. Podrobněji viz kapitola Útoky racků jižních v článku velryba jižní.

### Hnízdění

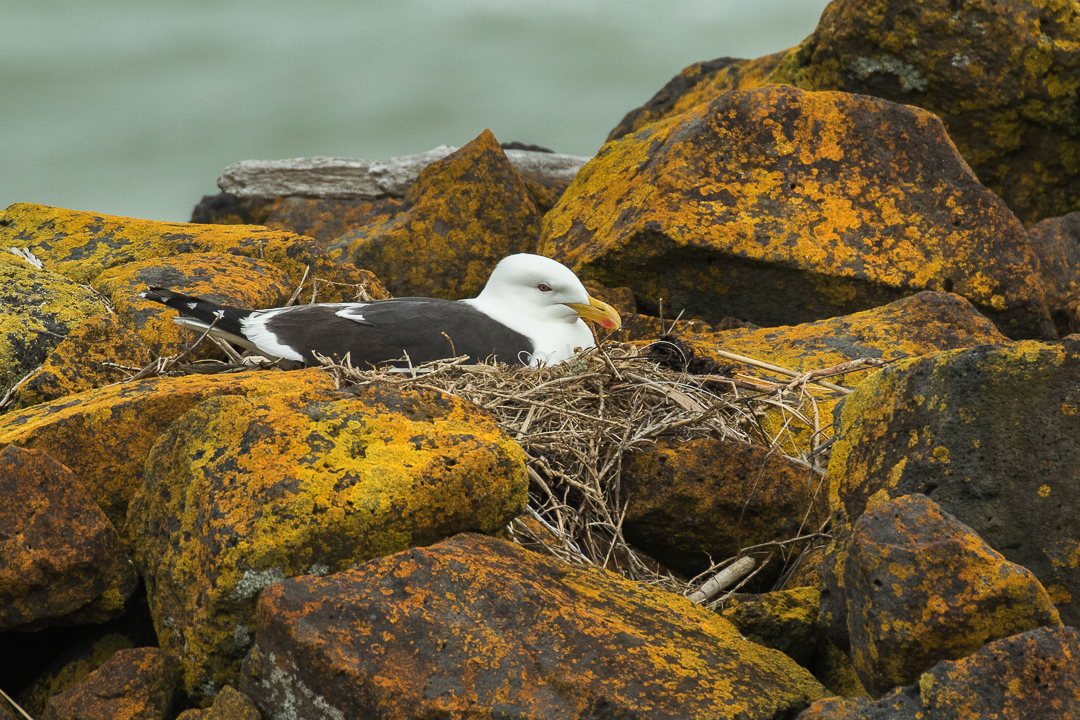
Dospělec na hnízdě (Nový Zéland)

Hnízdí v široké škále převážně pobřežních habitatů. V oblibě má hlavně skalnaté ostrovy, lávová pole a pláže. K zahnízdění typicky dochází od října do března. K nejranějším zahnízděním sezóny typicky dochází v jižní Africe. Občas hnízdí i dále ve vnitrozemí, na Novém Zélandu až u alpinských jezer ve 1500 m n. m. V Patagonii racek jižní hnízdí poblíž sladkovodního jezera Nahuel Huapi, kde mu k zajištění potravy dobře slouží místní skládka odpadu.
Racek jižní hnízdí v koloniích do 2000 párů. Hnízdo v podobě vysoké hromádky ze suchých trav a chrastí staví hlavě samec. Průměr hnízda je kolem 20 cm, uprostřed se nachází malá kotlinka na snůšku. Samice klade 1–5, nejčastěji 2–3 vejce o rozměru kolem 69×47 mm a váze 80 g. Vejce mají šedozelenou barvu s hnědými skvrnami, k jejich kladení dochází ve dvoudenních intervalech. Oba partneři inkubují po dobu kolem 27 dní, po narození ptáčat je zahřívají po další 2–3 dny. Ptáčata opouští hnízdo ve věku kolem 50 dní, nadále však zůstávají v blízkosti rodičů, kteří je přikrmují ještě po několik měsíců. K prvnímu zahnízdění dochází typicky ve věku 4 let. Běžně se dožívá 14 let, může se dožít nejméně 31 let.

## Ohrožení
Mezinárodní svaz ochrany přírody vyhodnocuje racka jižního jako málo dotčený druh. Jeho celková populace se odhaduje na 3,3–4,3 milionu jedinců. Globální populace má stoupající trend, i když místní populační trendy často známy vůbec nejsou. K ohrožením druhu patří potenciální ropné skvrny a různé nemoci jako ptačí cholera a botulismus. Vzhledem ke stoupavému populačnímu trendu druhu však tyto faktory nemají na globální populaci zásadní vliv.